# Peter Molzen
Peter Christian Molzen (født 31. juli 1966 i Sønderborg) er en dansk sanger og musiker fra Åbenrå.
Han er mest kendt som forsanger og rytmeguitarist i Gasolin'/Kim Larsen coverbandet Peter & De Andre Kopier samt som solist. Er oprindelig uddannet reklametegner i 1987 og beskæftigede sig i reklamebranchen frem til 1996, hvor han satsede på livet som professionel musiker, og står den dag i dag stadig for at lave det meste af bandets pressemeddelelser, logos, designs m.m.

## Karriere
Molzen startede sin musikalske karriere som knap 13-årig, hvor han havde sit første betalte job til en gymnasiefest på Statsskolen i Aabenraa. Betalingen var i naturalier i form af alle de sodavand som han kunne drikke. Et par år senere vandt han den lokale ombæring af SE&HØRs Amatør Grandprix men blev udskilt i semifinalen i Ribe, og har aldrig siden deltaget i sangkonkurrencer. 
Siden dannede han i 1985 duoen 2x Peter sammen med musikeren Peter Sandorff (Hola Ghost). Duoen spillede med stor succes især i det Sønderjydske frem til 1992 hvor duoen blev opløst. Således opstod muligheden for, at danne bandet. Ideen til navnet Peter & De Andre Kopier opstod, da man gerne ville bibeholde navnet Peter som en reference til 2x Peter. Og da en anden i bandet foreslog, blot at tilføje "og de andre kopier" var Peter & De Andre Kopier således en realitet. Bandet havde deres debut d. 19. februar 1993 på "Café Huset", et lille værthus i Haderslev.
I februar 2008 trådte Henrik Thorsen (trommer) og Lars Skygge (leadguitar) ud af orkestret og blev erstattet af trommeslager Kenni Andy Jørgensen fra BAAL og leadguitarist Henrik Berger. I 2010 blev bassist Sune Martini erstattet af Jonas Pfeiffer, Kopiernes bassist fra 1999-2007. I december 2018 fik Kopierne et femte medlem, keyboardspilleren Mikkel "Ørva" Håkonsson, fra Kim Larsen & Bellami. I januar 2021 stoppede Henrik Berger og blev erstattet af leadguitarist Jakob Schmitz Mouridsen.
Peter og de andre kopier kunne i 2018 fejre 25 års jubilæum, og har frem til 2020 spillet i omegnen af 2.000 koncerter. 
I 1996 indspillede bandet livealbummet Gi Gas! som blev udgivet af CMC og solgt i knap 10.000 eksemplarer. Samme år blev kopierne som det første band inviteret til at spille for de danske styrker i Ex-Jugoslavien. Sidenhen har Kopierne spillet i bl.a. Irak, Kosovo, Det Danske Handelskammer i Beijing og ved flere lejligheder været på Grønland for at spille.